# Sarden
Sarden (en francès Sardent) és una localitat i comuna de França, a la regió de la Nova Aquitània, departament de la Cruesa. És la comuna més gran del cantó. La seva població al cens de 1999 era de 801 habitants. Està integrada a la Communauté de communes du Pays Cruesa Thaurion Gartempe.

## Demografia
| 1968  | 1975  | 1982 | 1990 | 1999 |
| ----- | ----- | ---- | ---- | ---- |
| 1.085 | 1.047 | 944  | 845  | 802  |

## Administració
| Període   | Identitat             | Partit        |
| --------- | --------------------- | ------------- |
| 1971-1983 | Jean-Baptiste Papon   |               |
| 2001-2003 | René Baterosse        | PCF           |
| 2003-2006 | Jean-Pierre Decressin | Divers gauche |
| 2006-     | Thierry Gaillard      | UMP           |